# Empilement de carrés dans un cercle
Pour les articles homonymes, voir Empilement.
L'empilement de carrés dans un cercle est un problème d'empilement bidimensionnel dont l'objectif est d'empiler des carrés unités (côté 1) identiques de nombre n dans le cercle le plus petit possible.
| Nombre de carré n | Rayon du cercle | Figure |
| ----------------- | --------------- | ------ |
| 1                 | 2-1/2 ≈0,707    |        |
| 2                 | ≈1,118          |        |
| 3                 | ≈1,288          |        |
| 4                 | ≈1,414          |        |
| 5                 | ≈1,581          |        |
| 6                 | ≈1,688          |        |
| 7                 | ≈1,802          |        |
| 8                 | ≈1,978          |        |
| 9                 | ≈2,077          |        |
| 10                | ≈2,121          |        |
| 11                | ≈2,215          |        |
| 12                | ≈2,236          |        |